# Tjerkasys synagoga
Tjerkasys synagoga (ukrainska: Черкаси синагога) är Tjerkasys viktigaste synagoga för stadens då knappt 900 judar och var stadens första på 40 år då den invigdes. 1910 fanns det 13 000 judar i staden, vilket motsvarade knappt en tredjedel av stadens befolkning. På den tiden hade staden 13 synagogor.